# Julio Martínez García
Julio Martínez García, conocido como Templaíto (Alicante, 9 de julio de 1876 - Elche, 2 de noviembre de 1930), fue un torero español, el primer matador de toros alicantino en tomar la alternativa.

## Biografía
Nació en 1876 en Alicante, en el paseo de los Mártires, hoy Explanada de España, donde sus padres residían y tenían una carnicería.
Debutó en Alicante como novillero a los 19 años el 22 de agosto de 1895. Adquirió buen cartel como novillero y fama de ser buen estoqueador. El 29 de junio de 1904 tomó la alternativa en la plaza de toros de Alicante, con los toreros Antonio Montes Vico como padrino y Lagartijo Chico como testigo. No tuvo suerte como torero y en 1906 reapareció como novillero en Madrid. El mismo año se casó con la alicantina Josefa Guerra Tomás, con la que tendría dos hijas.
Su última corrida de toros fue en Barcelona, donde sufrió un percance con una banderilla que se le clavó en una pierna. La herida se infectó y le provocó una cojera que resultó incurable, por lo que tuvo que retirarse de los ruedos.
Falleció en 1930 en su domicilio de Elche, localidad en la que su mujer trabajaba como comadrona.